# Stig Holmqvist (företagsledare)
Stig Ewald Holmqvist, född 21 juli 1921 i Stockholm, död 26 februari 2022 i Djursholm, var en svensk företagsledare. 
Holmqvist, som var son till direktör Ewald Holmqvist och Sigrid Hjärne, avlade studentexamen 1940 och utexaminerades från Kungliga Tekniska högskolan 1944. Han blev konstruktionsingenjör vid Standard Radio & Telefon AB i Stockholm 1946, L.M. Ericssons Mätinstrument AB i Stockholm 1948, försäljningsingenjör vid AB Elektromekano i Helsingborg 1950, försäljningschef där 1953, verkställande direktör för AB Elektroskandia i Stockholm 1955, Hiss AB Asea-Graham i Sundbyberg 1962, Ekonomisk företagsledning (EF) AB i Solna 1969, Eco-Tapeter AB i Norrköping 1972–1986, Investment AB Skansen Lejonet 1976–1978 och Plus-ekonomi AB i Djursholm från 1986. Han var styrelseledamot i bransch- och arbetsgivarorganisationer 1955–1986.